# 太行五指山

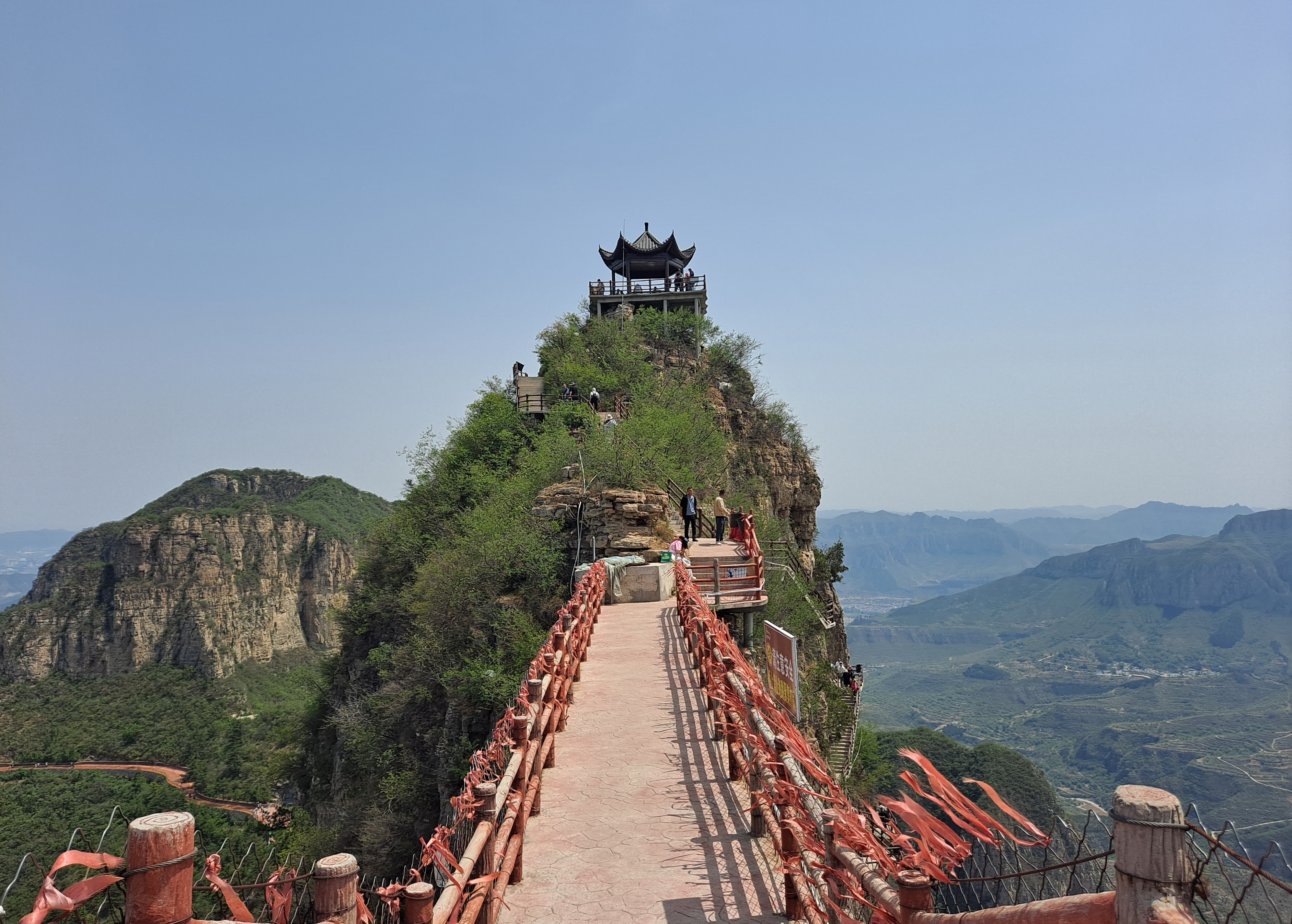
太行五指山山顶

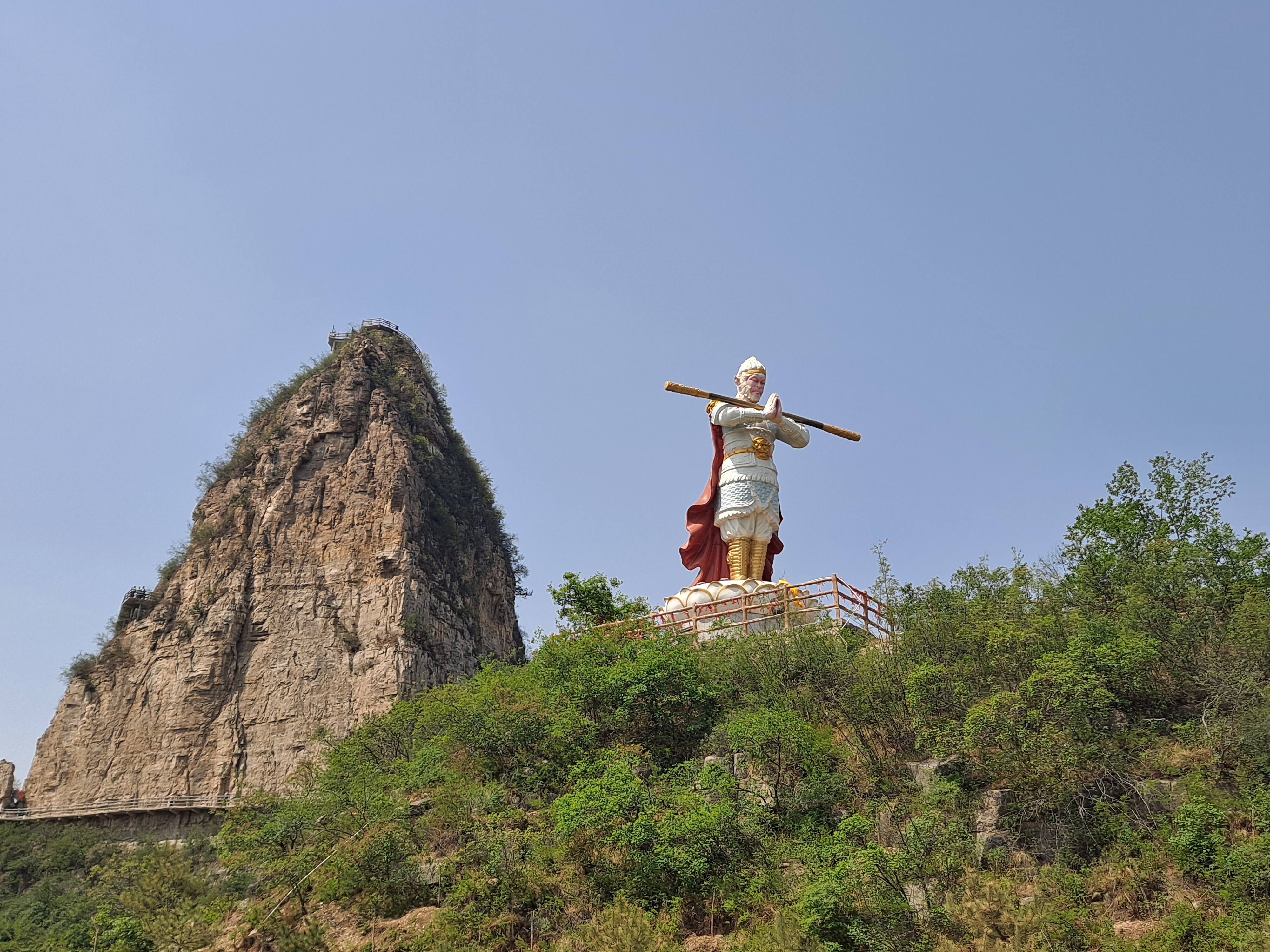
五行山孙悟空像

太行五指山又名五行山，位于太行山东麓河北省邯郸市涉县，因五座山峰形似如来佛五指而得名，是国家4A级旅游景区，主峰海拔1283米。主要景点包括五行广场、长空栈道、五指禅院、悟空谷、孙悟空像、空中草原、玻璃桥、朝鲜义勇军旧址等。相传《西游记》孙悟空在护送唐僧西天取经之前，被如来佛压在太行五指山下。